# کرلوو-بروخوتین
کرلوو-بروخوتین (به چکی: Křelov-Břuchotín) یک منطقهٔ مسکونی در جمهوری چک است که در ناحیه اولومووتس واقع شده‌است.
 کرلوو-بروخوتین ۷٫۹۱ کیلومتر مربع مساحت و ۱٬۵۹۸ نفر جمعیت دارد و ۲۵۵ متر بالاتر از سطح دریا واقع شده‌است.